# Syntéza malonátových esterů
Syntéza malonátových esterů je chemická reakce, při které je diethylmalonát nebo jiný ester kyseliny malonové alkylován na alfa uhlíku (atomu uhlíku sousedícím s oběma karbonylovými skupinami); následně může být přeměněn na substituční derivát kyseliny octové.
Hlavní nevýhodou tohoto postupu je možnost tvorby dialkylovaných produktů, které ztěžují izolaci žádoucích produktů a snižují jejich výtěžnosti.

## Mechanismus
Reakce začíná deprotonací uhlíku v poloze alfa vůči karbonylové skupině silnou zásadou. Vzniklý karboanion může vstoupit do nukleofilní substituční reakce s alkylhalogenidem za vzniku alkylované sloučeniny. Zahříváním se diester dekarboxyluje na kyselinu octovou s navázanou skupinou R; malonátový ester tak lze považovat za ekvivalent syntonu −CH2COOH.
Obvykle se pro reakci používají estery se stejným uhlíkovým řetězcem jako použitá zásada, například ethylestery s ethoxidem sodným, čímž se zabraňuje transesterifikaci.

## Obměny

### Dialkylace
Opakováním deprotonace a alkylace je možné získat dialkylované estery.

### Příprava cykloalkylkarboxylových kyselin
Při použití dihalogenidů může syntéza malonátových esterů probíhat vnitromolekulárně; tato varianta bývá označována jako Perkinova alicyklická syntéza.

## Využití
Malonátové estery se používají na výrobu barbiturátů.